# Сергиенко, Юрий Макарович
Ю́рий Мака́рович Сергие́нко (укр. Юрій Макарович Сергієнко; род. 19 марта 1965, Старобельск, Луганская область) — советский и украинский легкоатлет, специалист по прыжкам в высоту. Выступал за сборные СССР, СНГ и Украины по лёгкой атлетике в 1980-х и 1990-х годах, победитель Кубка мира, обладатель бронзовой медали Универсиады, чемпион Европы среди юниоров, многократный победитель и призёр первенств национального значения, участник летних Олимпийских игр в Барселоне. Мастер спорта СССР международного класса. Тренер по лёгкой атлетике.

## Биография
Юрий Сергиенко родился 19 марта 1965 года в городе Старобельске Луганской области Украинской ССР.
Пришёл в спорт в юном возрасте, учился в школе-интернате спортивного профиля в Луганске, затем занимался лёгкой атлетикой в Николаеве в местной Специализированной детско-юношеской школе олимпийского резерва. Проходил подготовку под руководством тренеров Сергея Ивановича Старых и Игоря Даниловича Ковпака. Являлся членом спортивного клуба «Судостроитель» при Черноморском судостроительном заводе.
Впервые заявил о себе на международном уровне в сезоне 1983 года, когда вошёл в состав советской сборной и выступил на юниорском европейском первенстве в Швехате — в зачёте прыжков в высоту с результатом 2,28 превзошёл всех соперников и завоевал золотую медаль. За это выдающееся достижение по итогам сезона был удостоен почётного звания «Мастер спорта СССР международного класса».
В 1985 году стал бронзовым призёром на чемпионате СССР в Ленинграде.
В 1986 году закрыл десятку сильнейших на Играх доброй воли в Москве.
Будучи студентом, в 1991 году представлял Советский Союз на Универсиаде в Шеффилде, где в прыжках в высоту выиграл бронзовую медаль.
В 1992 году одержал победу на чемпионате Украины, показал третий результат на чемпионате СНГ в Москве, вошёл в состав Объединённой команды, собранной из спортсменов бывших советских республик для участия в Олимпийских играх в Барселоне. На Играх прыгнул на 2,20 метра и в финал не вышел. Также в этом сезоне отметился выступлением на Кубке мира в Гаване, где в своей дисциплине занял первое место, опередив титулованного кубинца Хавьера Сотомайора.
После распада Советского Союза Сергиенко остался действующим спортсменом и продолжил принимать участие в крупнейших международных стартах в составе украинской национальной сборной. Так, в 1993 году он представлял Украину на чемпионате мира в помещении в Торонто, став в прыжках в высоту шестым. Помимо этого, на соревнованиях в Никополе установил свой личный рекорд — 2,32.
В 1994 году вновь стал чемпионом Украины в прыжках в высоту.
Завершил спортивную карьеру по окончании сезона 1999 года.
Впоследствии проявил себя на тренерском поприще, в частности одно время являлся тренером олимпийского чемпиона Сергея Клюгина.
Окончил Николаевский национальный университет имени В. А. Сухомлинского (2004).
Старший преподаватель Черноморского национального университета им. Петра Могилы.